# Haplopappus diplopappus
Haplopappus diplopappus es una especie de planta fanerógama perteneciente a la familia  Asteraceae. 

## Descripción
Alcanza un tamaño de 5-15 cm de altura cuando está en flor, generalmente formando pequeñas esteras. Las hojas son obovadas o oblanceolada-espatuladas, peludas, de 1.5-4 cm por 8-20 mm, aguda la punta y con una destacada red de venas, con tres a seis pares de dientes gruesos y espinosos. La inflorescencia  en tallos frondosos de la planta principal, pero disminuyendo en tamaño hacia el ápice. Las cabezas florales solitarias, semiesféricas, de 1,5 cm de ancho con flores liguladas amarillas de alrededor de 1 cm de largo. En Alta Definición var. Diplopappus tiene brácteas involucrales glabras. 

## Distribución
Se encuentra en la Cordillera de los Andes de Chile Central y en Argentina.

## Taxonomía
Haplopappus diplopappus fue descrita por   Jules Ezechiel Rémy y publicado en Flora Chilena 4(1): 56. 1849.
Variedad aceptada
- Haplopappus diplopappus var. struthionum (Speg.) Cabrera

Sinonimia
- Aster diplopappus (J.Rémy) Kuntze
- Aster retinervius Kuntze
- Aster venosus Kuntze
- Aster villiger Kuntze
- Diplopappus spinulosus Hook. & Arn.
- Haplopappus pallidus Phil.
- Haplopappus peteroanus Phil.
- Haplopappus reticulatus Phil.
- Pyrrocoma reticulata Phil.[2]